# Новий Замосць
Новий Замосць (пол. Nowy Zamość) — село в Польщі, у гміні Росьцишево Серпецького повіту Мазовецького воєводства.
Населення — 81 особа (2011).
У 1975-1998 роках село належало до Плоцького воєводства.

## Демографія
Демографічна структура станом на 31 березня 2011 року:
|          | Загалом | Допрацездатний вік | Працездатний вік | Постпрацездатний вік |
| -------- | ------- | ------------------ | ---------------- | -------------------- |
| Чоловіки | 45      | 10                 | 30               | 5                    |
| Жінки    | 36      | 11                 | 15               | 10                   |
| Разом    | 81      | 21                 | 45               | 15                   |